# Wyrzuty sumienia (album)
Wyrzuty sumienia – drugi solowy album studyjny polskiego artysty Gverilli wydany 10 maja 2024 nakładem GVERILLAB.

## Lista utworów
Opracowano na podstawie materiału źródłowego.
1. INTRO (prod. Gverilla)
2. KOLOR (prod. Skrywa)
3. WIĘCEJ (prod. Skrywa)
4. MY (prod. Skrywa)
5. XS ;* (prod. ERR BITS) feat. Siles
6. ŁZY (prod. ERR BITS)
7. WYRZUTY SUMIENIA (prod. ERR BITS) feat. VNM
8. TLEN (prod. ERR BITS)
9. STARE MTV (prod. Grek) feat. Effy
10. HOMETOWN (prod.Tengen) feat. WUBE
11. ZASTANÓW SIĘ (prod. AIST/V6V)
12. CZAS (prod. Symer)
13. DWIE TWARZE feat. DJ Chederac (prod. Skrywa)
14. XS V2